# CRISPeY
Em Biologia Molecular, CRISPeY, é um processo baseado em CRISPR/Cas9 para identificar diferenças genéticas funcionais entre espécies, populações e indivíduos, que se baseia em reparo dirigido por homologia